# Pierre Carmouche
Pierre-François-Adolphe Carmouche, conosciuto anche come Pierre-Frédéric-Adolphe Carmouche o Pierre Carmouche (Lione, 9 aprile 1797 – Parigi, 9 dicembre 1868), è stato un drammaturgo, librettista e cantautore francese.

## Biografia
Nato a Lione, il suo secondo nome è trascritto, a seconda dei documenti,  come François, o come Frédéric.
Appassionato di teatro sin dalla giovinezza, Pierre Carmouche ha scritto in collaborazione con Nicolas Brazier, Mélesville, Frédéric de Courcy, e numerosi altri colleghi, commedie, vaudevilles e opere comiche di successo.
Ha fatto parte della société chantante Les Soupers de Momus.

## Opere

### Teatro
- 1816: Les Poissons d'avril, ou le Charivari, vaudeville, con Émile Cottenet;
- 1816: Le Bateau à vapeur, commedia in un atto, con Émile Cottenet e Philibert Rozet;
- 1817: L'Heureuse Moisson, ou le Spéculateur in défaut, vaudeville in 1 atto, con Jean-Toussaint Merle e Frédéric de Courcy;
- 1818: Il n'y a plus d'enfants, ou la Journée d'un pensionnat, tableau in vaudevilles, con Charles-François-Jean-Baptiste Moreau de Commagny e Henri Dupin;
- 1818: L'Innocente et le Mirliton, vaudeville sbarazzino in 1 atto, con Moreau de Commagny e Gabriel de Lurieu;
- 1818: Un second Théâtre-Français, ou le Kaléidoscope théâtral, rivista in 1 atto, in distici, con Moreau de Commagny, Dupin e de Lurieu;
- 1818: Une visite à Charenton, folie-vaudeville in 1 atto, con Nicolas Gersin, Eugène Durieu e Henri Simon;
- 1819: Le Procès de Jeanne-d'Arc, ou le Jury littéraire, con Henri Dupin e Armand d'Artois;
- 1820: La Cloyère d'huitres, ou les Deux Briquebec, commedia-vaudeville in 1 atto, con de Courcy e Merle;
- 1820: La Petite Corisandre, vaudeville in 1 atto, con Dupin e de Courcy;
- 1821: Chacun son numéro, ou le Petit Homme gris, commedia vaudeville in 1 atto, con Théodore Baudouin d'Aubigny e Boirie;
- 1821: Le Fort de la halle, vaudeville in 1 atto, con Michel-Nicolas Balisson de Rougemont e Ferdinand Laloue;
- 1822: Le Coq de village, tableau-vaudeville di Charles Simon Favart, con cambiamenti di Carmouche e de Courcy;
- 1822: La Réconciliation, ou la Veille de la Saint-Louis, tableau-vaudeville in 1 atto, con de Courcy e Laloue;
- 1822: L'Oiseleur et le pêcheur, ou la Bague perdue, vaudeville in 1 atto, con Laloue e Xavier B. Saintine;
- 1823: Le Fermier d'Arcueioisl, vaudeville in 1 atto, con Nicolas Brazier e Laloue;
- 1823: Les Cancans, ou les cousines à Manette, con Georges Duval e Armand-François Jouslin de La Salle;[3]
- 1824: Le Grenadier de Fanchon, vaudeville in 1 atto, con Emmanuel Théaulon e Brazier;
- 1825: In vino veritas, commedia vaudeville in 1 atto, con Saint-Ange Martin e de Courcy
- 1825: Les Rosières de Paris, commedia-vaudeville in 1 atto, con Antoine Simonnin e Brazier;
- 1825: Les Recruteurs, ou la Fille du fermier, pièce in 2 atti, con Antonio Franconi e Jules-Henri Vernoy de Saint-Georges;
- 1825: La Chambre de Suzon, commedia in 1 atto, con Théophile Marion Dumersan e Sewrin;
- 1826: Les Filets de Vulcain ou le Lendemain d'un succès, folie-vaudeville in 1 atto, con Jouslin de La Salle e Dupin;
- 1826: La Salle de police, tableau militare in 1 atto e in vaudevilles, con Louis-Émile Vanderburch;
- 1826: Le Bonhomme, commedia in 1 atto, con Simonnin e Joseph Pain;[4]
- 1826: La Robe et l'uniforme, commedia in 1 atto, con Henri de Saint-Georges;
- 1827: Cinq heures du soir, ou le Duel manqué, commedia-vaudeville in 1 atto, con Théaulon e Mélesville;
- 1827: Le Palais, la guinguette et le champ de bataille, prologo d'inaugurazione in 3 quadri, con Charles Dupeuty e Nicolas Brazier;
- 1827: Caroline de Litchfield, dramma-vaudeville in 2 atti e in prosa, con Simonnin e Brazier;[5]
- 1828: Le Mariage impossible, vaudeville in 2 atti, con Mélesville;
- 1829: Cricri et ses mitrons, con Dupeuty e La Salle;
- 1830: N, I, Ni, ou le Danger des Castilles, con Dupeuty, de Courcy, Victor Hugo, musica di Alexandre Piccinni;[6]
- 1830: Tristine ou Chaillot, Surêne et Charenton, trilogia con de Courcy e Dupeuty;
- 1838: Le puff. commedia-vaudeville in 3 quadri, con Charles Varin e Louis Huart;
- 1838: Le Sac à charbon, ou le Père Jean, commedia-vaudeville in 1 atto, con Laloue;
- 1839: Bélisario, ou L'opéra impossible, con Laloue;
- 1839: Le Bambocheur, vaudeville in 1 atto, con Laloue;
- 1841: Anita la bohémienne, vaudeville in 3 atti, con Laloue;
- 1842: Deux-Ânes, vaudeville in 1 atto, con Mélesville;
- 1842: Les Grisettes en Afrique, ou le Harem, pièce in 2 atti e 3 quadri, con Dupeuty;
- 1845.: Paris à cheval, revue cavalière in 5 passaggi, con Eugène Guinot;
- 1848: Le Marquis de Lauzun, commedia in 1 atto, mista a distici, con Guinot;
- 1850: Colombine, ou les Sept péchés capitaux, commedia-vaudeville in 1 atto, con Guinot;
- 1851. Jean le Postillon, monologo sulla canzone di F. Bérat, con Guinot;
- 1852: Scapin, commedia in 1 atto, mista a distici, con Guinot;

### Libretti
- 1825: Le lapin blanc, opéra-comique in 1 atto, libretto di Carmouche e Mélesville, musica di Ferdinand Hérold;
- 1831: Le Morceau d'ensemble, opéra-comique in un atto, libretto di Carmouche e de Courcy, musica di Adolphe-Charles Adam;
- 1839: La chaste Suzanne, opera in 4 atti, libretto di Carmouche e Frédéric de Courcy, musica di Hippolyte Monpou;
- 1867: La permission de dix heures (Urlaub nach dem Zapfenstreich), opéra-comique in un atto, libretto di Mélesville, Carmouche e Charles Nuitter, musica di Jacques Offenbach;

## Onorificenze
- Cavaliere della Legion d'onore (decreto del 13 agosto 1861).[1]